# Cantó de Grand-Fougeray
El cantó de Grand-Fougeray (bretó Kanton Felgerieg-Veur) és una divisió administrativa francesa situat al departament d'Ille i Vilaine a la regió de Bretanya.

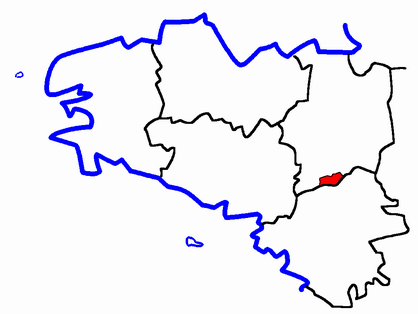
Situació del cantó

## Composició
El cantó aplega 4 comunes :
| Nom francès              | Nom bretó             | Població | km²    | Codi Postal | Codi INSEE |
| Grand-Fougeray           | Felgerieg-Veur        | 1.970    | 55,42  | 35390       | 35124      |
| La Dominelais            | Doveneleg             | 906      | 32,45  | 35390       | 35098      |
| Sainte-Anne-sur-Vilaine  | Santez-Anna-ar-Gwilen | 779      | 28,57  | 35390       | 35249      |
| Saint-Sulpice-des-Landes | Sant-Suleg-al-Lann    | 562      | 11,19  | 35390       | 35316      |
| Cantó                    | Felgerieg-Veur        | 4.217    | 127,63 | -           | 3514       |

## Evolució demogràfica
| 1962  | 1968  | 1975  | 1982  | 1990  | 1999  |
| ----- | ----- | ----- | ----- | ----- | ----- |
| 4.885 | 4.629 | 4.268 | 4.228 | 4.160 | 4.217 |

## Història
| Data d'elecció                           | Identitat     | Partit        | Qualitat |
| ---------------------------------------- | ------------- | ------------- | -------- |
| 1992-                                    | Joseph Tripon | Divers droite |          |
| les dades anteriors no són pas conegudes |               |               |          |
|                                          |               |               |          |